# Ньето, Эвелин
Эвелин Ньето (исп. Evelyn de la Luz Nieto Aguirre; род. 13 февраля 1980, Мехико, Мексика) — известная мексиканская актриса, певица и телеведущая.

## Биография
Родилась 13 февраля 1980 года в Мехико. После окончания учёбы поступила в Кембриджский университет, который она благополучно окончила и затем занялась музыкальной карьерой. Сначала выступала в барах и даже записала свой первый диск, который к сожалению не вышел в свет. В 2004 году снялась в сериале Весёлая больница, в 2005 году стала участницей телепроекта Большой брат и победила там и вскоре была приглашена в телесериал Мачеха, где ей досталась второстепенная роль Флор, но в титрах её имя указано не было. В 2007 году она снялась в сериале И сейчас, что я делаю! и всё, актёрская карьера на этом обрывается. Начиная с 2005 года она освоила новый жанр телеведущей, вела передачу Наш дом, также не оставив карьеру певицы, активно гастролируя по странам Латинской Америки.

## Фильмография
1
И сейчас, что я делаю! (сериал, 2007)
¿Y ahora qué hago? ... Mariana
2
Весёлая больница (сериал, 2004)
Hospital el paisa ... Enfermesera

### В титрах не указана
3
Мачеха (сериал, 2005 – 2007)
La madrastra ... Flor

## Театральные работы
- 2008-09 — Пусть не узнает президент!

## Дискография
- 2004 — Камила
- 2006 — Поцелуй меня
- 2010 — Полученные от основной

## Телевидение

### Телепередачи
- 2005 — Наш дом — телеведущая.

### Музыкальные шоу
- 2008 — Телевизор на ночь — член жюри.

### Реалити-шоу
- 2005 — Большой брат — победительница.
- 6 самых красивых — победительница.